# 中村川 (足柄上郡)
中村川（なかむらがわ）は、神奈川県足柄上郡中井町および小田原市、中郡二宮町を流れ相模湾に注ぐ二級河川。中村川水系の本流である。延長は10.3km（二級河川部分は9.00km）、流域面積は29.47km2。河口付近では流域の字名に由来して押切川とも呼ばれている。

## 橋梁

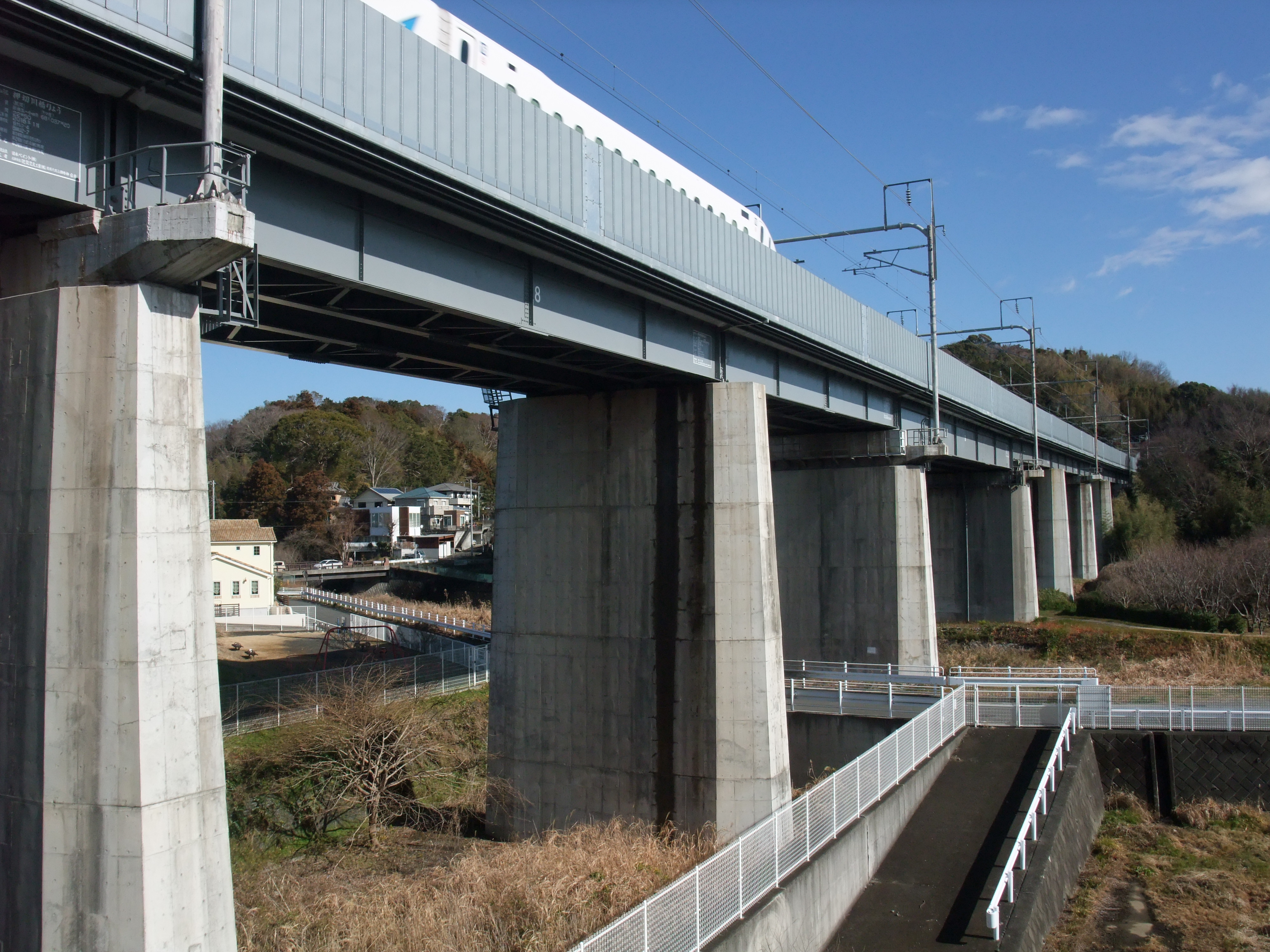
東海道新幹線中村川橋梁

- 境橋
- 南下橋
- 新雑色橋（広域農道小田原中井線）
- 雑色橋
- 富士見橋（神奈川県道77号平塚松田線）
- 万年橋
- 旭橋
- 中谷橋
- 滝の前橋
- 遠藤橋
- 坂呂橋
- 新坂呂橋
- 下小竹橋
- 下河原橋
- 山西橋
- 東海道新幹線
- 下原橋
- 東海道本線
- 押切橋（国道1号）
- 西湘バイパス

## 支流
- 岩倉川
- 藤沢川
- 椿河原川
- 明沢川